# A.C. Chievo Verona
Associazione Calcio ChievoVerona, oftest kaldt Chievo Verona eller bare Chievo, var en italiensk fodboldklub fra Chievo, en forstad til byen Verona i Veneto. Klubben blev grundlagt i 1929 og var i mange af ejet af familien bag kagefirmaet Paluani.
Chievo spillede sine hjemmekampe på Stadio Marc'Antonio Bentegodi, som man delte med lokalrivalerne Hellas Verona. Historisk set var Chievo byens lillebror, men i de to første årtier af 2000'erne opnåede klubben flottere resultater end Hellas, der dog stadig havde langt flere fans.
Chievo gik konkurs i 2022 og eksisterer ikke længere.

## Historie
Chievo blev dannet i 1929. De første par år fungerede man som amatørklub uden for ligasystemet. Man spillede i blåt og hvidt, og disse farver ses stadig ofte på holdets andentrøjer. Efter at have deltaget i ligaen nogle få år lukkede klubben i 1936 for først at blive genoprettet i 1948 efter Anden Verdenskrig. Klubben spillede fra 1957 sine kampe på anlægget Carlantonio Bottagisio, der stadig huser klubbens ungdomsafdeling.
I 1964 blev Chievo overtaget af Luigi Campedelli, manden bag kagefirmaet Paluani, og med ham ved rattet klatrede klubben langsomt op gennem rækkerne. I 1974 nåede man Serie D, i 1986 Serie C2 og i 1989 Serie C1. I 1986 begyndte man at dele Bentegodi med lokalrivalerne i Hellas.
Da Luigi Campedelli døde i 1992, overtog hans søn Luca Campedelli posten som præsident i en alder af blot 23 år. Opturen fortsatte, og i 1994 rykkede man op i Serie B og skulle dermed for første gang spille i en landsdækkende række. Det var i disse år, at klubben fik sit kælenavn De Flyvende Æsler, der oprindeligt var en hån fra Hellastilhængere, der mente, at det var mere sandsynligt, at æsler begyndte at flyve, end at Chievo rykkede op i Serie A. Æslerne fløj op i den bedste række i 2001.
Klubben opnåede straks overraskende succes i Serie A med en femteplads i 2002 og en fjerdeplads i 2006 efter store pointstraffe til Juventus og Fiorentina oven på Calciopoli skandalen. Resultaterne vendte dog hurtigt, og i 2007 rykkede man ned i Serie B, hvorfra man imidlertid straks rejste sig for at blive fast inventar i Serie A frem til 2019. Blandt både neutrale iagttagere og blandt fans af andre klubber fornemmedes en vis lettelse over Chievos anden nedrykning. Holdet var blevet berygtet for kedeligt spil og især for fraværet af stemning, da de ret få Chievofans havde svært ved at råbe det store Bentegodi op.
Med Campedellifamiliens langvarige støtte i ryggen virkede Chievos økonomiske situation stabil, omend ambitionerne ikke rakte længere end til en tilværelse i Serie A's nederste del. I 2021 blev klubben udelukket fra Serie B pga. økonomiske problemer, og året efter gik den konkurs og lukkede. Af asken opsted to klubber, der kæmpede om at blive såkaldte føniksklubber med ret til Chievos historie: FC Clivense under ledelse af Chievos mangeårige angrebsstjerne Sergio Pellisier og en anden under ledelse af Chievos mangeårige præsident Luca Campedelli, der stadig mente at have ret til at bruge navnet.

## Kendte spillere gennem tiden
- Sergio Pellissier
- Simone Perrotta
- Lorenzo D'Anna
- Andrea Barzagli
- Salvatore Lanna
- Stefano Fiore
- Përparim Hetemaj
- Simone Barone
- Rolando Maran
- Luciano Siqueira de Oliveira
- Bruno Vantini
- Emanuele Giaccherini
- Oliver Bierhoff

## Danske spilllere
- Anders Christiansen